# ایستگاه متروی نورث‌فیلدز
ایستگاه متروی نورث‌فیلدز (انگلیسی: Northfields tube station) یکی از ایستگاه‌های خط پیکدیلی متروی لندن است.
این ایستگاه که در منطقه ایلینگ لندن قرار دارد در سال ۱۹۰۸ میلادی تأسیس شده است.